# Biblioteca Pública de Seville
A Biblioteca Pública de Seville é uma biblioteca pública, localizado em Sevilha, Espanha.
A biblioteca foi fundada em 1959 e ocuparam dois edifícios diferentes antes de se mudar para a sua localização atual no Maria Luisa Park.
O novo edifício foi inaugurado em 1999, com 5.000 metros quadrados de espaço público. Com um design altamente inovador, foi indicado para um importante prêmio europeu de arquitetura.

## História
Em 2011, Juana Munoz Corn publicou a História da Biblioteca Provincial de Sevilha, uma história da biblioteca desde o seu início em 1959 até 2009. O livro foi escrito por Juana Munoz, ex-diretora da biblioteca. Ela descreve os desafios internos e as mudanças feitas na biblioteca ao longo do período de cinquenta anos e relaciona-os com os eventos externos relacionados e as mudanças sociais. O livro foi lançado em uma edição limitada de 1.000 cópias..
A biblioteca foi inaugurada em 2 de outubro de 1959, em primeiro lugar, em instalações fornecidas pela Sociedade Economia Real de Amigos do Pais. Para a sua abertura, foi dado de 15.000 volumes a partir dos séculos 18 e 19.
A biblioteca mudou-se em 1979 para um edifício na rua 19 Alfonso XII e foi nomeada Biblioteca Pública Provincial de Sevilha durante os próximos vinte anos. Mudou-se novamente em 1999 para o local atual com o novo nome de Biblioteca Pública Provincial Infanta Elena de Sevilla (Biblioteca Pública Princesa Elena Provincial de Sevilha).
Em seu novo local, a biblioteca atraiu um número crescente de visitantes, levando a administração a ampliar as horas em que está aberta, mesmo no verão. Além de ser usada para leitura e estudo, a biblioteca apoia uma variedade de atividades culturais ao longo do ano. Estas incluem séries de filmes voltados para o público jovem, teatro musical e shows. Mais de 25.000 pessoas visitaram a biblioteca em agosto de 2002. De junho a setembro de 2011, no entanto, a biblioteca foi forçada a fechar mais cedo devido à crise financeira. Só estaria aberto das 9:00 às 14:00 durante este período. Isso atraiu reclamações de estudantes que passaram a depender da biblioteca como um lugar para estudar e de pessoas mais velhas no hábito de ler os jornais de lá durante a tarde ou assistir a filmes.

## Construção
O atual edifício da biblioteca está localizada no Parque de Maria Luisa. Este foi o local da Exposição Ibero-Americana de 1929. Situa-se entre o Pavilhão dos Estados Unidos e o Pavilhão do Peru, que ocupa agora o Centro de Ciência e consulado do Peru.
Os arquitetos Cruz y Ortiz foram selecionados para realizar o projeto, que começou em 1995.
A construção está de acordo com a forma do site, com seis lados.
Um dos lados fica no parque enquanto o outro enfrenta o Rio Guadalquivir
O edifício foi inaugurado em 1999, a Infanta Elena, a Duquesa de Lugo.
Ele foi nomeado para o Prémio Mies van der Rohe de Arquitetura Européia , em 2001.
O prédio de dois andares, esconde um pátio interior, invisível a partir do exterior, o que proporciona uma segunda fonte de luz natural para as salas de leitura. O pátio em si pode ser usado como ao ar livre, sala de leitura.
A estrutura define um C-em forma de espaço com o número de quartos totalmente aberta para o interior da fachada.
Os dois pisos, tem uma área total de 5.000 metros metros (54,0005 000 metro quadrados (54 000 sq ft).
O edifício é construído de tijolo exposto e black metal. O piso térreo é quase inteiramente aberta para o exterior, enquanto o primeiro andar é mais alto e tem uma aparência mais densa. Este é o lugar onde o tijolo exposto é usado. O telhado é feito de zinco, que inclina-se ligeiramente para dentro para o pátio.